# Thelypteris minutula
Thelypteris minutula är en kärrbräkenväxtart som beskrevs av Morton. Thelypteris minutula ingår i släktet Thelypteris och familjen Thelypteridaceae. Inga underarter finns listade.